# Molorchoepania simplexa
Molorchoepania simplexa là một loài bọ cánh cứng trong họ Cerambycidae.